# 桃之夭夭
《桃之夭夭》，王安忆的长篇小说。

## 写作和出版
该长篇小说2003年写完。
《桃之夭夭》，名字取自《诗经·周南·桃夭》“桃之夭夭，灼灼其华”，原本是一首送贺新婚的诗歌，每一章都是以一句古诗词作为题目。

## 内容
《桃之夭夭》讲述上海女人“郁晓秋”半辈子的生活，主要是她出生到结婚生子的生活。
郁晓秋一出生就有人在背地里议论是非，别人都不知道她的父亲是谁，她没有母爱，没有家庭，没有朋友，青年期曾和“何民伟”恋爱一场，分手之后各奔东西，姐姐病逝之后，她当了姐夫的填房。
全书分作5章，分别是：
- 第一章：梨花一枝春带雨（出自唐朝白居易《长恨歌》“玉容寂寞泪阑干，梨花一枝春带雨。”）

- 第二章：新剥珍珠豆蔻仁（出自元曲《卖花声·香茶》“香茶细研片脑梅花粉，新剥珍珠豆蔻仁，依方修合风团春。”）

- 第三章：千朵万朵压枝低（出自唐朝杜甫《江畔独步寻花》“黄四娘家花满蹊，千朵万朵压枝低。”）

- 第四章：豆蓬篱落野花妖（出自明朝陶辅《花影集》）

- 第五章：插鬓烨烨牵牛花（出自宋朝陆游《浣花女》“清裙竹笥何所嗟，插鬓烨烨牵牛花。”）

## 角色
- 笑明明：滑稽戏女演员，郁晓秋之母，敢闯敢拼，曾只身赴英属香港。

- 郁晓秋：笑明明之女，不知道父亲是谁。

- 郁子涵：笑明明之丈夫，因玩弄女性入獄，后笑明明与其离婚。

- 何民伟：曾跟郁秋谈婚论嫁，后分手，与柯柯结婚。

- 何民华：何民伟之姐

- 柯柯：何民伟之妻

## 主题和风格
《桃之夭夭》主题是讲述女子的成长历程，“郁晓秋”一个不知道父亲是谁，缺乏母爱的女子，他人还要背地里谈论是非，恋爱也失败，在逆境中成长，在挫折里走出自己的一条人生道路，并且闪耀着旺盛的生命力。